# Liste der Charaktere aus Clannad
Dies ist eine Liste der Charaktere aus dem Computerspiel Clannad und seiner Adaptionen. Sie soll einen groben Überblick über die wichtigen Figuren geben. Im Mittelpunkt der gesamten Geschehnisse in Clannad steht der Protagonist Tomoya Okazaki in dessen Umfeld er besonders häufig mit den hier als Hauptfiguren bezeichneten Personen zusammentrifft und in dessen Folge diese auch am häufigsten die Geschehnisse beeinflussen. Die hier als Nebenfiguren aufgeführten Personen haben zumeist eine unterstützende Rolle oder tragen mit ihren Aktionen zu entscheidenden Ereignissen bei.

## Hauptfiguren

### Tomoya Okazaki
岡崎 朋也, Okazaki Tomoya, im Japanischen gesprochen von Kentaro Itō (DVD des PS2-Spiels), Kenji Nojima (Hörspielreihe und Film), Yūichi Nakamura (Anime-Fernsehserie), im Deutschen von Amadeus Strobl
Tomoya ist die männliche Hauptfigur von Clannad. Aufgrund der Tatsache, dass er immer zu spät zur Schule kommt, Unterrichtsstunden ausfallen lässt und die gesamte Nacht über nicht nach Hause kommt, wird er als krimineller Jugendlicher, bzw. als aufsässig angesehen. Dennoch besitzt er einen aufgeschlossenen Charakter und schafft es schnell Freunde zu finden, denen er hilfreich zur Seite steht und dadurch seine Freundschaft zu ihnen verfestigt. Dabei ist er allerdings auch immer wieder zu kleinen Scherzen aufgelegt, mit denen er seine engen Freunde immer wieder in für sie peinliche Situationen bringt, was insbesondere sein bester Freund Yōhei Sunohara am eigenen Leib zu spüren bekommt. Während er in Clannad, dem ersten Teil des Spiels, je nach Spielverlauf zu verschiedenen weiblichen Figuren eine tiefere Beziehung eingeht, beschränkt sich die Handlung in After Story auf seine Beziehung zu Nagisa Furukawa, die er später heiratet. Tomoya durchlebt dabei alle wichtigen Schritte des Erwachsenwerdens. So zieht er mit ihr zusammen in eine eigene Wohnung und die Geburt des ersten Kindes steht bevor. Das Nagisa die Geburt nicht überlebt und später auch seine Tochter Ushio verstirbt sind schwere Schicksalsschläge für ihn, die seine Welt zusammenbrechen lassen. Situationen aus denen er sich nur durch die Unterstützung seiner früher geknüpften Freundschaften befreien kann.

### Nagisa Furukawa
古河 渚, Furukawa Nagisa, im Japanischen gesprochen von Mai Nakahara, im Deutschen von Shanti Chakraborty
Nagisa befindet sich, wie Tomoya, im dritten Jahrgang der Oberschule. Nagisa ist jedoch bereits ein Jahr älter als ihre Mitschüler, da sie aufgrund einer neun Monate lang andauernden Krankheit das dritte Jahr wiederholen muss. Sie ist sehr schüchtern und hat die seltsame Angewohnheit sich mit ihrem Essen zu unterhalten (z. B. mit ihrem Anpan), was sie zumeist macht, um sich selbst zu motivieren. Obwohl es ihr an Selbstsicherheit mangelt versucht sie den Theater-Club der Schule wieder aufzubauen. Dabei ist sie aber auf die Mithilfe von Tomoya angewiesen, der sie immer wieder animiert.

### Ushio Okazaki
岡崎 汐, Okazaki Ushio, im Japanischen gesprochen von Satomi Kōrogi, im Deutschen von Anna Gamburg
Ushio ist das gemeinsame Kind von Nagisa und Tomoya, welches im zweiten Teil der Handlung After Story zur Welt kommt. Da Tomoya den Tod von Nagisa nicht verkraften kann, wird Ushio nicht von ihm, sondern von Nagisas Eltern aufgezogen. Im späteren Verlauf ähnelt sie immer mehr ihrer Mutter und leidet unter der gleichen physischen Schwäche wie ihre Mutter. So verstirbt auch sie in Tomoyas Armen, nachdem er sich einige Zeit später überwinden konnte, Ushio als seine Tochter zu akzeptieren.

### Kyō Fujibayashi
藤林 杏, Fujibayashi Kyō, im Japanischen gesprochen von Ryō Hirohashi, im Deutschen von Tanya Kahana und Marie-Luise Schramm
Kyō ist für ihre guten Kochkünste genauso bekannt, wie auch für ihre Aggressivität. Sie ist die Zwillingsschwester von Ryō Fujibayashi und ging während ihres zweiten Jahres zusammen mit Tomoya in eine Klasse. Seitdem ist sie mit ihm befreundet, auch wenn sie auch ihm gegenüber ihre rabiate Art nicht versteckt. Kyō besitzt einen ausgeprägten „Kleine-Schwester-Komplex“ und reagiert häufig überreizt sobald irgendjemand die Gefühle von Ryō verletzen könnte. Dennoch versucht sie im Laufe der Handlung immer wieder Ryō mit Tomoya zu verkuppeln, was aber zumeist an der Zurückhaltung ihrer Schwester scheitert.

### Kotomi Ichinose
一ノ瀬 ことみ, Ichinose Kotomi, im Japanischen gesprochen von Mamiko Noto, im Deutschen von Inken Baxmeier
Auch Kotomi ist eine Mitschülerin von Tomoya, die wie Kyō, in eine andere Klasse geht. Sie ist sehr intelligent und wissbegierig und zählt zu den zehn besten Schülern der Aufnahmeprüfung. So hält sie sich sehr oft in der Bibliothek auf um bevorzugt Bücher in Fremdsprachen zu lesen. Kotomi ist ein sehr ruhiges, in sich verschlossenes Mädchen, so dass die Kommunikation mit ihr durchaus schwerfällt. In ihrer Freizeit spielt sie Violine, deren schiefe Töne manch eine Scheibe zerbersten lassen. Darüber hinaus ist Kotomi eine vergessene Kindheitsfreundin von Tomoya.

### Tomoyo Sakagami

Tomoyo Sakagami als Motiv auf einem anderen Itasha bei der 14. Fancy Frontier ACG Exhibition

坂上 智代, Sakagami Tomoyo, im Japanischen gesprochen von Hōko Kuwashima, im Deutschen von Luisa Wietzorek
Tomoyo ist erst seit dem zweiten Schuljahr an der Schule und es geht das Gerücht um, dass sie gewalttätig sein soll. Sie war gezwungen die Schule zu wechseln da sie einen Eintrag wegen unerlaubten Kämpfens bekam. Diese Gerüchte bestätigen sich im Laufe der Handlung, als sie mehrere Schüler ihrer vorherigen Schule während der Schulzeit zusammenschlägt. Ihr Kampfkraft verdient sie dabei nicht einem Talent oder reiner Gewalt, sondern intensivem Training. Obwohl sie ein Jahr jünger als Tomoya ist, bringt sie ihm wenig Respekt entgegen und hat sich mit Yōhei Sunohara des Öfteren in der Wolle, was aber nicht ihr verschulden ist.

### Fūko Ibuki
伊吹 風子, Ibuki Fūko, im Japanischen gesprochen von Ai Nonaka, im Deutschen von Kathrin Neusser und Daniela Reidies
Fūko Ibuki ist eine Schülerin im ersten Jahr und immer allein damit beschäftigt Seesterne mit einem kleinen Messer aus Holz zu schnitzen. Die fertigen Seesterne verschenkt sie an andere Schüler um sie zur Hochzeit ihrer Schwester einzuladen. Sie verfällt sehr häufig, bei den Gedanken an diese Sterne, in einen „Traumzustand“ der sie vollständig umgibt und in dem sie nichts mitbekommt, bis sie nach einer Weile wieder aufwacht oder geweckt wird. Sie ist zudem überaus naiv. Eigentlich ist sie ein Geist, da sie auf dem Weg zur Einschulung überfahren wurde. So verschwindet sie immer mal wieder und wird von den anderen Figuren vergessen, die sie jedoch nur sehen können, wenn sie sich an sie erinnern. Als eine Art Geist taucht sie an verschiedenen Stellen auf, um zu helfen, was ihr in ihrer naiven Art jedoch meist misslingt.

## Nebenfiguren

### Ryō Fujibayashi
藤林 椋, Fujibayashi Ryō, im Japanischen gesprochen von Akemi Kanda, im Deutschen von Melinda Rachfahl
Sie ist die jüngere Zwillingsschwester von Kyō Fujibayashi und überaus zurückhaltend. Dennoch ist sie die Klassensprecherin der Klasse D, die auch Tomoya besucht. Sie stellt damit einen Gegenpol zu ihrer Schwester dar, denn sie ist weder aggressiv, noch kann sie gut kochen. Eines ihrer Hobbys ist es die Zukunft vorherzusagen, deren Prognosen überaus präzise formuliert sind, aber nur in den seltensten Fällen zutreffen. Dies gilt jedoch nicht für ihre Zukunftsdeutungen für Tomoya, die hier mit hoher Genauigkeit eintreten.

### Yukine Miyazawa
宮沢 有紀寧, Miyazawa Yukine, im Japanischen gesprochen von Atsuko Enomoto, im Deutschen von Anna Gamburg
Yukine ist eine Schülerin im zweiten Jahrgang, die sich üblicherweise während der Pausenzeiten im Arbeitszimmer der Schulbibliothek aufhält. Dort bietet sie allen möglichen Delinquenten, auch von anderen Schulen, ihre Unterstützung an. Zu diesen baute sie aufgrund ihres Bruders Kazuto, dem mittlerweile verstorbenen Anführer einer Gang, eine enge Beziehung auf. In Tomoya sieht sie einen Ersatz für ihren Bruder, da er eine mit ihm vergleichbare Persönlichkeit besitzen soll. Yukine interessiert sich darüber hinaus insbesondere für Magie und so ist es sie, die Tomoya näher über die Lichterscheinungen aufklärt, die sie als Symbol der Freude ansieht. 
Entsprechend der Autoren sollte Yukine ursprünglich eine der Hauptrollen im Spiel übernehmen, doch soll ihr Handlungsbogen nicht die versprochenen Erwartungen erfüllt haben, was letztlich zu einer Degradierung führte. Dennoch schmückte sie den Einband der PC- und PlayStation-2-Veröffentlichung.

### Yōhei Sunohara
春原 陽平, Sunohara Yōhei, im Japanischen gesprochen von Daisuke Sakaguchi, im Deutschen von Dirk Petrick
Yōhei ist Tomoyas Schulfreund und wird ebenfalls als Delinquent angesehen. Er besuchte die Schule aufgrund einer Empfehlung für seines fußballerischen Talents. Jedoch wurde er bald aus der Mannschaft geworfen, als er durch seine impulsive Art mit den anderen Spielern in Konflikt geriet und es in einer Schlägerei endete. Nicht mehr Fußball spielend ließ er die Schule schleifen und ist sogar noch häufiger abwesend als Tomoya. Genau diese Gemeinsamkeit brachte die beiden letztlich zusammen. Innerhalb des Franchises übernimmt er dabei immer wieder den Part des Sidekicks, der aufgrund ihres Verhaltens häufig von den anderen Figuren bestraft oder gar zusammengeschlagen wird, was selbst Tomoya mit einschließt. Er besitzt eine jüngere Schwester namens Mei, die stets um ihren Bruder besorgt ist, der ihre Hilfe nicht anerkennen will.

### Mei Sunohara
春原 芽衣, Sunohara Mei, im Japanischen gesprochen von Yukari Tamura, im Deutschen von Victoria Frenz
Mei ist die jüngere Schwester von Yōhei, die jedoch außerhalb der Stadt in ländlicher Umgebung wohnt. Als intelligentes Mädchen liebt sie es neue Dinge zu entdecken und ist ein Fan von Yusuke Yoshino, dem späteren Arbeitskollegen von Tomoya. Trotz ihrer kindlichen Art ist sie sehr um ihren nachlässigen Bruder besorgt und kann ähnlich wie den beiden Fujibayashi-Geschwistern als komplettes Gegenteil von ihm verstanden werden.

### Akio Furukawa
古河 秋生, Furukawa Akio, im Japanischen gesprochen von Ryōtarō Okiayu, im Deutschen von Jan-David Rönfeldt
Akio ist Nagisas Vater, der immer wieder in die Rolle eines Mannes rauen Umgangston schlüpft. Hinter dieser Fassade ist er ein sehr netter und sympathischer Mensch dessen kindliche Seite immer wieder zum Vorschein kommt. Zusammen mit seiner Frau Sanae betreibt er die Furukawa-Bäckerei und verbringt einen Großteil seiner Freizeit damit in einem kleinen benachbarten Park mit Kindern Baseball zu spielen. Immer wieder sieht er sich damit konfrontiert die neuen und verrückten Brotkreationen seiner Frau auszuprobieren. Obwohl diese meist nicht als gelungen empfindet, gibt er immer wieder vor, dass er sie lieben würde. Im Gespräch mit Tomoya kommt es jedoch immer wieder vor, dass er eine abfällige Bemerkung über das Brot macht und Sanae unbemerkt hinter ihm steht. Regelmäßig endet dies in einer Situation, wo Sanae weinend aus dem Geschäft rennt, er sich die Brote in den Mund stopft und um Vergebung bittend hinterherrennt. Dieses schauspielerische Ereignis hat dabei seine Wurzeln in der Kindheit von Nagisa, denn Akio war ursprünglich ein Schauspieler, der seinen Beruf ebenso wie Sanae aus Sorge um Nagisa aufgab. Beide Eltern nutzten daher jede Gelegenheit, um die kranke Nagisa zu erfreuen.

### Sanae Furukawa
古河 早苗, Furukawa Sanae, im Japanischen gesprochen von Kikuko Inoue, im Deutschen von Tina Haseney
Als Mutter von Nagisa zeigt sie normalerweise eine sehr kindliche und schnell zum Weinen zu bringende Seite. Jedoch kann sie auch sehr gefasst und verantwortungsvoll sein, wenn es die Situation verlangt. Obwohl sich ihre Brotkreationen nie verkaufen, da sie alles andere als genießbar sind, erschafft sie ständig neue Varianten. In der Vorgeschichte wird offengelegt, dass sie einst eine Schullehrerin war und wie Akio ihren Beruf zu Gunsten von Nagisa aufgab. Hauptsächlich präsent ist sie im zweiten Handlungsabschnitt, wo sie sehr um ihre schwangere Tochter besorgt und bemüht ist. Zugleich übernimmt sie zusammen mit Akio die Aufgabe, Ushio großzuziehen und später Tomoya mit seiner Tochter zusammenzubringen.

### Botan
ボタン, Botan, im Japanischen gesprochen von Machiko Kawana
Botan ist Kyōs Haustier, ein weiblicher Frischling. Sie hasst Ryō, die Zwillingsschwester ihrer Besitzerin, da diese sie heiß baden wollte und Botan dies so interpretierte, als würde Ryō sie kochen wollen. Sie besitzt sieben spezielle Fähigkeiten, unter anderem kann sie sich wie ein Stofftier verhalten, vibrieren und wie ein Rugby-Ball geworfen werden. In der After Story ist die nun ausgewachsene Botan das Haustier in Kyōs Kindergarten.